# Lijst van afleveringen van Nip/Tuck
Dit is een lijst met afleveringen van de Amerikaanse televisieserie Nip/Tuck. De serie telt tot nu toe 6 seizoenen. Een overzicht van alle afleveringen is hieronder te vinden.

## Seizoen 1
| Nr. | Titel aflevering      | Uitzenddatum VS   |
| --- | --------------------- | ----------------- |
| 1   | Pilot                 | 22 juli 2003      |
| 2   | Mandi/Randi           | 29 juli 2003      |
| 3   | Nanette Babcock       | 5 augustus 2003   |
| 4   | Sophia Lopez          | 12 augustus 2003  |
| 5   | Kurt Dempsey          | 19 augustus 2003  |
| 6   | Megan O'Hara          | 2 september 2003  |
| 7   | Cliff Mantegna        | 9 september 2003  |
| 8   | Cara Fitzgerald       | 16 september 2003 |
| 9   | Sophia Lopez II       | 23 september 2003 |
| 10  | Adelle Coffin         | 30 september 2003 |
| 11  | Montana/Sassy/Justice | 7 oktober 2003    |
| 12  | Antonia Ramos         | 14 oktober 2003   |
| 13  | Escobar Gallardo      | 21 oktober 2003   |

## Seizoen 2
| Nr. | Titel aflevering       | Uitzenddatum VS   |
| --- | ---------------------- | ----------------- |
| 1   | Erica Noughton         | 22 juni 2004      |
| 2   | Christian Troy         | 29 juni 2004      |
| 3   | Manya Mabika           | 6 juli 2004       |
| 4   | Mrs. Grubman           | 13 juli 2004      |
| 5   | Joel Gideon            | 20 juli 2004      |
| 6   | Bobbi Broderick        | 27 juli 2004      |
| 7   | Naomi Gaines           | 3 augustus 2004   |
| 8   | Agatha Ripp            | 10 augustus 2004  |
| 9   | Rose & Raven Rosenberg | 17 augustus 2004  |
| 10  | Kimber Henry           | 24 augustus 2004  |
| 11  | Natasha Charles        | 31 augustus 2004  |
| 12  | Julia McNamara         | 7 september 2004  |
| 13  | Oona Wentworth         | 14 september 2004 |
| 14  | Trudy Nye              | 21 september 2004 |
| 15  | Sean McNamara          | 28 september 2004 |
| 16  | Joan Rivers            | 5 oktober 2004    |

## Seizoen 3
| Nr. | Titel aflevering      | Uitzenddatum VS   |
| --- | --------------------- | ----------------- |
| 1   | Momma Boone           | 20 september 2005 |
| 2   | Kiki                  | 27 september 2005 |
| 3   | Derek, Alex, and Gary | 4 oktober 2005    |
| 4   | Rhea Reynolds         | 11 oktober 2005   |
| 5   | Granville Trapp       | 18 oktober 2005   |
| 6   | Frankenlaura          | 25 oktober 2005   |
| 7   | Ben White             | 1 november 2005   |
| 8   | Tommy Bolton          | 8 november 2005   |
| 9   | Hannah Tedesco        | 15 november 2005  |
| 10  | Madison Berg          | 22 november 2005  |
| 11  | Abby Mays             | 29 november 2005  |
| 12  | Sal Perri             | 6 december 2005   |
| 13  | Joy Kringle           | 13 december 2005  |
| 14  | Cherry Peck           | 20 december 2005  |
| 15  | Quentin Costa         | 20 december 2005  |

## Seizoen 4
| Nr. | Titel aflevering     | Uitzenddatum VS   |
| --- | -------------------- | ----------------- |
| 1   | Cindy Plumb          | 5 september 2006  |
| 2   | Blu Mondae           | 12 september 2006 |
| 3   | Monica Wilder        | 19 september 2006 |
| 4   | Shari Noble          | 26 september 2006 |
| 5   | Dawn Budge           | 3 oktober 2006    |
| 6   | Faith Wolper, PhD    | 10 oktober 2006   |
| 7   | Burt Landau          | 17 oktober 2006   |
| 8   | Conor McNamara       | 24 oktober 2006   |
| 9   | Liz Cruz             | 31 oktober 2006   |
| 10  | Merril Bobolit       | 7 november 2006   |
| 11  | Conor McNamara, 2026 | 14 november 2006  |
| 12  | Diana Lubey          | 21 november 2006  |
| 13  | Reefer               | 28 november 2006  |
| 14  | Willy Ward           | 5 december 2006   |
| 15  | Gala Gallardo        | 12 december 2006  |

## Seizoen 5
| Nr. | Titel aflevering                     | Uitzenddatum VS  |
| --- | ------------------------------------ | ---------------- |
| 1   | Carly Summers                        | 23 oktober 2007  |
| 2   | Joyce & Sharon Monroe                | 6 november 2007  |
| 3   | Everett Poe                          | 13 november 2007 |
| 4   | Dawn Budge II                        | 20 november 2007 |
| 5   | Chaz Darling                         | 27 november 2007 |
| 6   | Daniel Sands                         | 4 december 2007  |
| 7   | Dr Joshua Lee                        | 11 december 2007 |
| 8   | Duke Collins                         | 18 december 2007 |
| 9   | Rachel Ben Natan                     | 15 januari 2008  |
| 10  | Magda and Jeff                       | 22 januari 2008  |
| 11  | Kyle Ainge                           | 29 januari 2008  |
| 12  | Lulu Grandiron                       | 25 februari 2008 |
| 13  | August Walden                        | 12 februari 2008 |
| 14  | Candy Richards                       | 19 februari 2008 |
| 15  | Ronnie Chase                         | 6 januari 2009   |
| 16  | Gene Shelly                          | 13 januari 2009  |
| 17  | Roxy St. James                       | 27 januari 2009  |
| 18  | Ricky Wells                          | 3 februari 2009  |
| 19  | Manny Skerritt                       | 10 februari 2009 |
| 20  | Budi Sabri                           | 17 februari 2009 |
| 21  | Allegra Caldarello                   | 24 februari 2009 |
| 22  | Giselle Blaylock and Legend Chandler | 3 maart 2009     |